# Каражар (Мендыкаринский район)
Каражар (каз. Қаражар) — упразднённое село в Мендыкаринском районе Костанайской области Казахстана. Входило в состав Ломоносовского сельского округа. Исключено из учётных данных в 2017 году. Код КАТО — 395653280.

## Население
В 1999 году население села составляло 391 человек (208 мужчин и 183 женщины). По данным переписи 2009 года, в селе проживал 371 человек (197 мужчин и 174 женщины).